# Tự hào LGBT

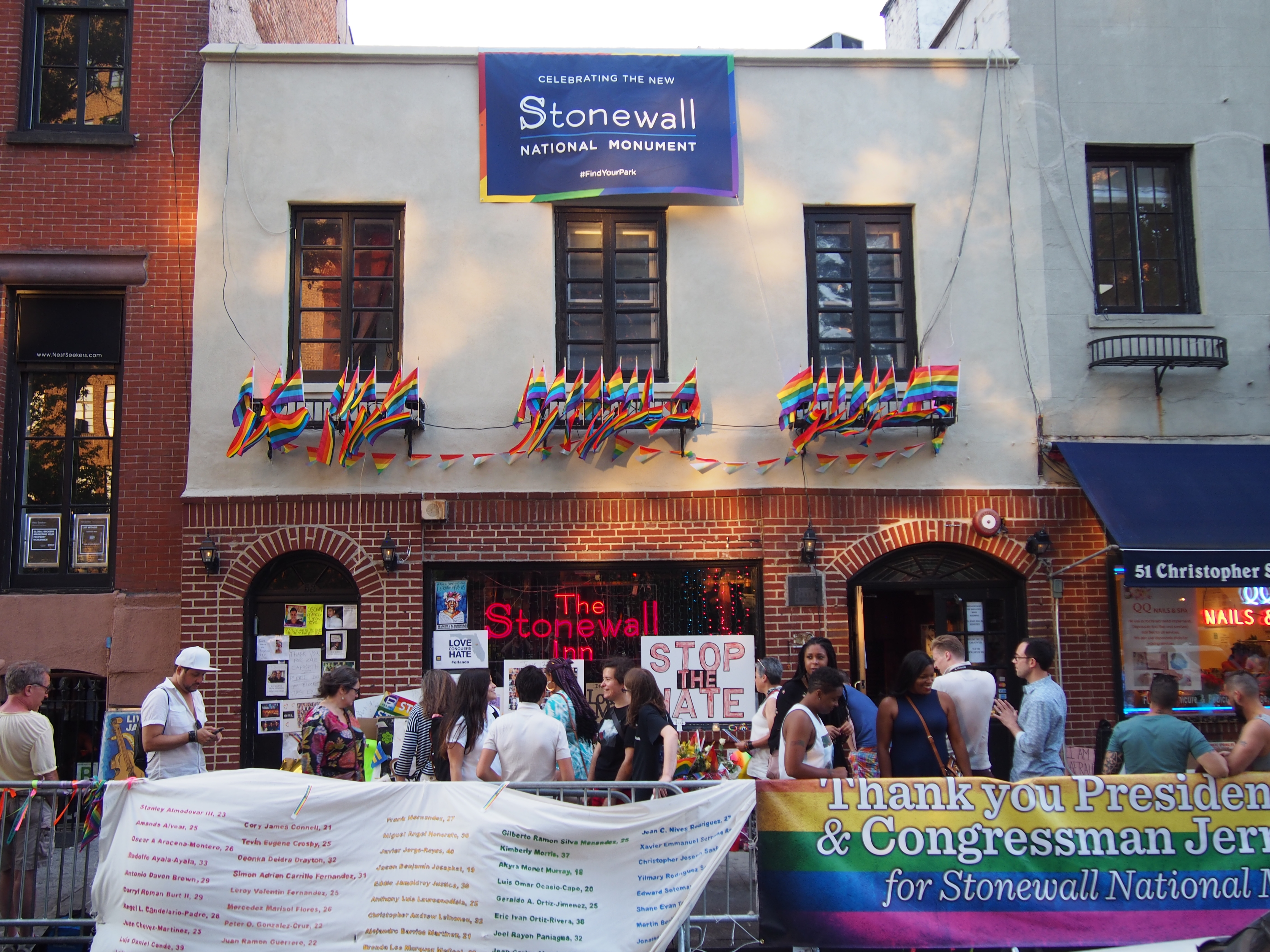
Stonewall Inn, ở Làng Greenwich, Manhattan, nơi diễn ra cuộc bạo loạn Stonewall vào tháng Sáu năm 1969, được trang trí bằng những lá cờ tự hào cầu vồng vào năm 2016.

Tự hào LGBT (tiếng Anh: LGBT pride) là một khái niệm cho rằng những người LGBT (đồng tính, song tính, hoán tính) nên tự hào về nhận thực giới tính và thiên hướng tình dục của họ. Phong trào này mang ba thông điệp là: người ta nên tự hào về nhận thức giới tính và thiên hướng tình dục của mình, trời đã phú cho người ta sự đa dạng và nhận thức giới tính (bản dạng giới) và khuynh hướng tính dục là bẩm sinh và không thể cố tình thay đổi được.
Phong trào niềm tự hào hiện đại bắt đầu từ Bạo loạn Stonewall cuối thập kỷ 1960. Sau đó những lễ kỷ niệm tưởng nhớ cuộc bạo loạn này được tổ chức hằng năm và dần trở thành một cuộc vận đồng khắp nơi. Ngày nay, nhiều nước trên thế giới tổ chức LGBT pride hằng năm. Phong trào niềm tự hào đã trở thành cuộc vận động cho quyền lợi của người LGBT, vận động hành lang các chính trị gia, thu hút phiếu bầu và thúc đẩy sự giáo dục về vấn đề LGBT. LGBT pride ủng hộ cho hoạt động vì quyền lợi của người LGBT.
Những biểu tượng của niềm tự hào đồng tính bao gồm lá cờ cầu vồng, con bướm, ký hiệu lam-đa Hy Lạp (λ), tam giác màu hồng, tam giác màu đen.